# Gabão nos Jogos Olímpicos de Verão de 2020
O Gabão participa nos Jogos Olímpicos de Verão de 2020 em Tóquio. Originalmente programados para ocorrerem de 24 de julho a 9 de agosto de 2020, os Jogos foram adiados para 23 de julho a 8 de agosto de 2021, por causa da pandemia COVID-19. Será a 11ª participação da nação nos Jogos Olímpicos de Verão desde a sua estreia em 1972.

## Competidores
Abaixo está a lista do número de competidores nos Jogos.
| Esporte   | Masculino | Feminino | Total |
| --------- | --------- | -------- | ----- |
| Atletismo | 1         | 0        | 1     |
| Judô      | 0         | 1        | 1     |
| Natação   | 1         | 1        | 2     |
| Taekwondo | 1         | 0        | 1     |
| Total     | 3         | 2        | 5     |

## Atletismo
São Tomé e Príncipe recebeu vagas de Universalidade da IAAF para enviar uma atleta para os Jogos.
- Nota– As posições para os eventos de pista são em relação à bateria do atleta
- Q = Qualificado para a próxima fase
- q = Qualificado para a próxima fase como o perdedor mais rápido ou, em eventos de campo, pela posição sem atingir o alvo para qualificação
- NR = Recorde nacional
- N/A = Fase não aplicável para o evento
- Bye = Atleta não precisou disputar aquela fase

Eventos de pista e estrada
| Atleta            | Evento          | Eliminatória | Eliminatória | Quartas-de-final | Quartas-de-final | Semifinal | Semifinal | Final     | Final   |
| Atleta            | Evento          | Resultado    | Posição      | Resultado        | Posição          | Resultado | Posição   | Resultado | Posição |
| ----------------- | --------------- | ------------ | ------------ | ---------------- | ---------------- | --------- | --------- | --------- | ------- |
| Guy Maganga Gorra | 100 m masculino |              |              |                  |                  |           |           |           |         |

## Judô
O Gabão inscreveu uma judoca para o torneio olímpico após receber uma vaga da Comissão Tripartite da International Judo Federation.
| Atleta              | Evento          | Fase de 32           | Oitavas-de-final     | Quartas-de-final     | Semifinais           | Repescagem           | Final / BM           | Final / BM |
| Atleta              | Evento          | Adversário Resultado | Adversário Resultado | Adversário Resultado | Adversário Resultado | Adversário Resultado | Adversário Resultado | Posição    |
| ------------------- | --------------- | -------------------- | -------------------- | -------------------- | -------------------- | -------------------- | -------------------- | ---------- |
| Sarah-Myriam Mazouz | –78 kg feminino |                      |                      |                      |                      |                      |                      |            |

## Natação
O Gabão recebeu vagas de universalidade da FINA para enviar os nadadores de melhor ranking (um por gênero) para seus respectivos eventos individuais nas Olimpíadas, baseado no Ranking de Pontos da FINA de 28 de junho de 2021.
| Atleta                        | Evento               | Eliminatória | Eliminatória | Semifinal | Semifinal | Final | Final   |
| Atleta                        | Evento               | Tempo        | Posição      | Tempo     | Posição   | Tempo | Posição |
| ----------------------------- | -------------------- | ------------ | ------------ | --------- | --------- | ----- | ------- |
| Adam Girard De Langlade Mpali | 50 m livre masculino |              |              |           |           |       |         |
| Aya Girard de Langlade Mpali  | 50 m livre feminino  |              |              |           |           |       |         |

## Taekwondo
O Gabão inscreveu um atleta para a competição olímpica do taekwondo. O medalhista de prata em Londres 2012 e campeão mundial em 2013 Anthony Obame garantiu uma vaga na categoria pesado masculino (+80 kg) após terminar entre os dois primeiros no Torneio de Qualificação da África de 2020 em Rabat, Marrocos.
| Atleta        | Evento           | Oitavas-de-final     | Quartas-de-final     | Semifinais           | Repescagem           | Final / BM           | Final / BM |
| Atleta        | Evento           | Adversário Resultado | Adversário Resultado | Adversário Resultado | Adversário Resultado | Adversário Resultado | Posição    |
| ------------- | ---------------- | -------------------- | -------------------- | -------------------- | -------------------- | -------------------- | ---------- |
| Anthony Obame | +80 kg masculino |                      |                      |                      |                      |                      |            |